# アウターバンクス
アウターバンクス（英語：Outer Banks）は、アメリカ合衆国ノースカロライナ州の東端に並ぶ半島および砂州の連なり。

## 概要
アウターバンクス（英語：Outer Banks）は、アメリカ合衆国ノースカロライナ州の東端に並ぶ半島および砂州の連なりで、ほぼ南北に並び、東側は大西洋で、西側はパムリコ湾・アルベマール湾などの内海で、ロアノーク島もある。  
付近の大西洋は北からのラブラドル海流と南からのフロリダ海流が出会うところで、航海の難所でもあり、ハッテラス岬灯台、ルックアウト岬灯台（en:Cape Lookout Lighthouse）がある。
南北戦争時には南軍の重要な海軍基地で、北軍の大攻撃に屈している。
ライト兄弟が初飛行を繰り返したキティホーク（実際は近くのキルデビルヒルズ）もここにある。また、内海上のロアノーク島には、英国の北アメリカ大陸初の植民地跡（en:Fort Raleigh National Historic Site）もある。
現在は観光地、保養地になっている。

## 交通
- アウターバンクスの中程は州道12号線が通っている。
- 州都ローリーからは、国道64号線（en:US 64）を東へロッキーマウントを経て、ロアノーク島を渡って、アウターバンクスに達する。
- 内海側には沿岸内水路が通っていて、ハッテラス岬インレットなどの砂洲の切れ目から大西洋へ出入りできる。

## 自然保護
- Cape Hatteras National Seashore
- Cape Lookout National Seashore

## 参考項目
- メイコン砦の戦い
- ハッテラス入り江砲台の戦い
- ロアノーク島の戦い